# Ciklosorus
Ciklosorus (lat. Cyclosorus), rod papratnjača iz porodice Thelypteridaceae, dio reda osladolike. Postoje 3 vrste, dvije isključivo afričke, i jedna pantropska i suptropska

## Vrste
1. Cyclosorus interruptus (Willd.) H.Itô
2. Cyclosorus striatus (Schum.) Ching
3. Cyclosorus tottus (Thunb.) Pic.Serm.

## Sinonimi
- Dryopteris subgen.Cyclosorus (Link) C.Chr.
- Thelypteris subgen.Cyclosoriopsis K.Iwats.
- Cyclosorus subgen.Cyclosoriopsis (K.Iwats.) Panigrahi, Abstr. & Souv.
- Thelypteris subgen.Cyclosorus (Link) Morton
- Nephrodium Schott